# 威廉·贝克曼
威廉·贝克曼（英語：William Beckman，1881年5月12日—1933年6月14日），美国男子摔跤运动员。他曾代表美国参加1904年夏季奥林匹克运动会摔跤比赛，获得男子自由式次中量级银牌。